# Joseph Joos
Joseph Joos (1878-1965) est un intellectuel catholique alsacien et un homme politique allemand. Membre du Parlement allemand sous la République de Weimar, Joseph Joos devient l'un des leaders du parti chrétien-démocrate en Allemagne. Président du Zentrum pendant 5 ans, ses convictions le conduisent à s'opposer vivement au nazisme. Il est alors accusé d'avoir soutenu la Résistance française, arrêté et détenu dans le camp de concentration de Dachau de 1941 à 1945. Après la Seconde Guerre mondiale, bien que déchu de sa nationalité allemande sous le nazisme et resté français, il devient conseiller aux Affaires Européennes du chancelier fédéral Konrad Adenauer.

## Biographie

### Jeunesse
Joseph Joos est né le 13 novembre 1878 à Wintzenheim, près de Colmar en Alsace. L'Alsace appartenant à l'Allemagne à cette époque, il suit le cursus scolaire allemand au lycée de Mulhouse, suivi par un apprentissage en menuiserie. Catholique convaincu, il devient ensuite rédacteur en chef du Oberelsässische Landeszeitung, un journal alsacien d'obédience catholique, puis s'engage dans le "Volksverein für das katholische Deutschland" (Association populaire pour une Allemagne catholique) à Mönchengladbach. Il finit par devenir rédacteur du Westdeutschen Arbeiterzeitung, qui relaie les opinions du parti démocrate-chrétien. En 1905, il en devient le rédacteur en chef. Pendant la Première Guerre mondiale, Joos est un fervent défenseur de la démocratie dans ses éditoriaux.

### Dans l'Allemagne de Weimar et deuxième Guerre mondiale
Lorsque la France reprend l'Alsace à la suite du traité de Versailles de 1919, Joos décide de rester impliqué dans la politique allemande, où il occupe une série de fonctions éminentes (voir plus bas). Il devient rapidement un opposant déterminé au mouvement national-socialiste alors naissant. Lorsque le parti nazi arrive au pouvoir, le parti politique de Joos subit de fortes pressions et voit ses publications fréquemment censurées. En 1938, il est déchu de sa nationalité allemande par les autorités nazies, car les Alsaciens ne sont pas considérés comme des citoyens fiables à l'approche d'une guerre. En 1940, il s'installe à Cologne, mais il est dénoncé et arrêté pour avoir aidé la résistance française en Alsace. En 1940, il est transféré au camp de prisonniers de Weissenburg en Bavière, en juillet 1941 à la prison de la Gestapo à Nuremberg et ensuite au camp de concentration de Dachau. En avril 1945, il est transféré vers le Tyrol du Sud avec environ 140 autres prisonniers "notables" , considérés par Hitler comme des otages de valeur. Il est remis aux Américains avec ce groupe le 4 mai 1945 après un rocambolesque incident entre les SS et l'armée allemande.

### Après-guerre
Après sa libération, Joseph Joos, qui a perdu sa nationalité allemande, est renvoyé en France. En 1949, il retourne s'établir en Allemagne, à Fulda, où il demeure jusqu'en 1960, mais il refuse de prendre la nationalité allemande. Il s'engage cependant à nouveau dans les rangs des chrétiens-démocrates allemands. Grâce à son parcours personnel et à sa crédibilité à la fois auprès du nouveau gouvernement allemand et de la Résistance française, Joos devient un avocat éminent de l'unification européenne. Il rejoint l'Union chrétienne-démocrate et devient conseiller spécial pour les affaires européennes auprès du chancelier allemand Konrad Adenauer. En 1960, il s'installe à Saint-Gall, en Suisse, pour des raisons de santé. Il meurt à Saint-Gall le 11 mars 1965.

## Fonctions officielles
- Joseph Joos a participé à l'Assemblée nationale de Weimar en janvier 1919 en tant que représentant des démocrates-chrétiens de la région du Rhin. Il devient ensuite député chrétien-démocrate à temps plein au Reichstag de Weimar jusqu'en novembre 1933.
- 1920-1933 : Membre de la coalition du Zentrum (Parti du centre, catholique) au Parlement.
- 1922 : Président du Katholikentag à Munich et président du Windthorstbund, une organisation de jeunesse du parti du centre.
- 1926-1932 : Membre de l'organisation Reichsbanner Schwarz-Rot-Gold
- 1927 : Président du mouvement des travailleurs catholiques allemands
- 1928 : Président du Mouvement international des travailleurs catholiques
- 1928 : Membre du Volksverein für das katholische Deutschland (Association populaire pour une Allemagne catholique)
- 1928-1933 : Président du Zentrum
- 1933 : Démission du conseil d'administration du Comité central des catholiques allemands (ZdK)

## Distinctions
Grâce à la piété et à l'activisme dont il a fait preuve tout au long de sa vie, Joseph Joos a été nommé chevalier de l'Ordre du Saint-Sépulcre de Jérusalem le 8 décembre 1954 par le cardinal Nicola Canali, président de la Commission pontificale pour l'État de la Cité du Vatican et grand maître de l'Ordre du Saint-Sépulcre de Jérusalem.

Il est également commandeur de l'ordre du Mérite de la République fédérale d'Allemagne.